# 리듬 세상
《리듬 세상》은 닌텐도 SPD가 개발하고 닌텐도가 배급한 리듬 게임이다. 2006년 일본에서만 발매된 《리듬 천국》의 후속작으로 일본서 2008년 7월 31일에 최초로 발매되었다. 대한민국을 포함한 다른 지역에서는 2009년에 발매되었다. 대한민국에서는 고현정과 MC몽이 광고 모델로 기용되었다.
이 작품에는 가사가 포함된 노래 5곡이 포함되어 있으며, 이 곡들은 모두 현지의 언어로 만들어졌다.

## 게임플레이
《리듬 세상》은 일반적인 닌텐도 DS 작품들과는 다르게, 가로가 아닌 세로로 잡고 조작한다. 타이틀 화면에서 오른손 사용자와 왼손 사용자는 자신이 편한 손에 맞도록 조절할 수 있다. 조작은 대부분 터치 스크린을 사용하며, 로커2의 경우 터치 스크린과 R버튼을 같이 사용해야 한다.
- 가볍게 터치 :짧은 시간 동안 터치한다. 〈수행자〉가 대표적인 예이다.
- 튕기기: 터치한 상태에서 손목의 스냅을 이용하여 튕긴다. 〈부품 조립〉이 대표적인 예이다.
- 붙잡기: 터치한 상태에서 일정 시간 동안 터치한 상태를 유지한다. 〈로봇 공장〉이 대표적인 예이다.
- 문지르기: 터치한 상태에서 문지른다. 〈사랑의 도마뱀〉이 대표적인 예이다.
- 들기: 터치한 상태로 있다가 적당한 때에 손을 들어 올린다. 〈코러스맨〉이 대표적인 예이다.
- 똑 터치하기: 터치하자마자 손을 바로 들어올린다. 〈모아이송〉이 대표적인 예이다.
- 붙잡았다가 튕기기: 터치한 상태로 있다가 적당한 때에 튕긴다. 〈리듬 랠리〉가 대표적인 예이다.
- 눌렀다가 바로 튕기기: 적당한 때에 터치해서 바로 떼었다가 약하게 튕긴다. <쿵쿵농장> 이 대표적인 예이다.

게임 도중 스타트 버튼을 누르면 게임이 일시 정지되며, 스타트 버튼, 셀렉트 버튼, L 버튼, R 버튼을 동시에 누를 경우 타이틀 화면으로 돌아간다.

## 스테이지
이 작품에는 10개의 스테이지 묶음이 존재하며, 한 묶음에는 다섯 개의 스테이지가 존재한다. 4개는 오리지널 스테이지이며, 1개는 리믹스 스테이지이다. 리믹스 스테이지는 오리지널 스테이지가 무작위로 나온다. 스테이지 1부터 6까지는 오리지널이며, 7부터 10까지는 1부터 6까지 등장하였던 게임들의 난이도가 높은 버전이 등장한다. 게다가 7부터 10까지의 리믹스는 아무게임이나 섞여 나온다.(메달게임 제외)참고로 리듬 세상에 나오는 모든 음악은 J-POP의 프로듀서인 TSUNKU가 담당하였다.

### 스테이지 1
1-1 〈부품 조립〉
리듬을 타면서 부품을 조립한다. "도 레 미 파 솔"의 "솔"에서 기계를 튕겨 부품을 조립을 한다.
1-2 〈코러스맨〉
3명으로 이루어진 코러스 그룹의 세 번째 멤버로 참가한다. 터치스크린을 누르면 입을 닫고, 떼면 노래를 부른다. 튕기면 크게 노래를 부른다.
1-3 〈로봇 공장〉
로봇 공장의 마지막 공정인 연료 주입을 하는 일이다. 터치하면 연료를 주입하며, 적절한 시간에 떼면 연료 주입을 끝낼 수 있다. 4박자와 8박자를 잘 맞춰야한다.
1-4 〈팬클럽〉
아이돌 가수의 팬인 원숭이가 되어, 일정한 패턴으로 박수를 치거나 함성을 지른다. 이 게임에 나온 노래는 실제 노래로 공연되기도 했다.
1-5 〈리믹스 1〉
2-1 〈리듬랠리〉
튕기기
리듬에 맞추어 탁구 랠리를 한다. 터치하면 자세를 취하며, 튕기면 공을 받아 친다. "똑딱똑"이라는 소리가 나면 빠른 공이다. 가끔 씩 느린 공도 나온다.
2-2 〈슈팅〉
터치
전투 우주선을 타고 가면서 적을 제거한다. 일정한 패턴의 리듬으로 적들이 출현하는데, 그 리듬과 동일한 패턴으로 미사일을 발사하여 제거해야 한다.
2-3 〈블루버드특공대〉
터치와 튕기기
대장 오리가 지켜보는 가운데 두 명의 동료 새와 함께 훈련을 한다. 대장이 "콕콕 쪼아!" 라고 하면 연속으로 터치 3번, "쭉쭉 뻗어!" 라고 하면 튕기기를 한다.
2-4 〈모아이송〉
터치
두 명의 모아이가 노래로 대화를 한다. 상대 모아이가 소리를 내면, 터치하는 시간이나 횟수를 잘 조절하고, 터치를 하면서 똑같은 소리를 낸다.
2-5 〈리믹스 2〉
스테이지 2에 등장했던 게임이 등장한다. 주제는 남쪽나라.

### 스테이지 3
3-1 〈사랑의 도마뱀〉
문지르기
레코레코도마뱀의 암컷이 되어 수컷의 구애에 응답한다. 터치 스크린을 슬라이드하면 암컷의 혀로 박자를 맞출 수 있다. (참고로 판정이 까다러워서 잘 한 것 같아도 수컷이 "에휴..."라고 말한다.)
3-2 〈쿵쿵 농장〉
튕기기
터치하여 땅을 울려 야채를 땅 솟아오르게 한 다음, 튕겨서 야채를 광주리에 담는다. 가끔 등장하는 두더지는 반 박자 빨리 튕겨서 제거한다.
3-3 〈카메라맨〉
터치
자동차 경주장에서 자동차를 촬영하는 카메라맨으로 활동한다. 자동차가 지나가는 리듬에 맞추어 터치하여 사진을 찍는다. 노란 색 차는 3개가 나타나면, 연속 3번 터치, 2개가 나타나면 반박자 느리게 연속 2번 터치.
당근 차는 빠른 속도이므로 주의해야 한다. (어떨 땐 사진에 차를 타고 있는 레이서가 카메라맨을 보고 "브이"를 표현할 때도 있다.)
3-4 〈샤랄라 6공주〉
튕기기
화면은 6개의 박스로 구성되며, 각 박스에 멤버가 한 명씩 들어간다. 플레이어가 조작하게 되는 것은 오른쪽 맨 아래쪽에 위치한 멤버이다. 터치하면 웅크리는 자세를 취하며, 튕기면 다른 자세를 취한다. 다른 멤버들의 리듬에 맞추어 안무를 소화한다.
이 스테이지를 퍼펙트 하면 샤랄라 6공주 노래를 받을 수 있습니다
3-5 〈리믹스 3〉
스테이지 3에 등장했던 게임이 등장한다. 일본 트로트풍이다.

### 스테이지 4
4-1 〈수행자〉
터치
찐빵을 먹는 수행을 한다. 리듬에 맞추어 터치하면 찐빵을 먹는다. "하나"라고 하면, "나"에만 터치를 한다. "이얼싼쓰" 라고 하면, "얼싼쓰" 에만 터치를 한다. "둘 고고!" 라고 하면 "고고!" 에서만 터치를 한다.
4-2 〈DJ 스쿨〉
튕기기
리듬에 맞추어 패드를 스크랏 쵸한다. 터치하면 자세를 취하며, 그 상태에서 튕기면 스크랏 쵸한다. 맨 처음에 "브리킹 컴온 우!"하면 "우!"에 자세를 취한다. 옐로가 "스크랏 쵸!"하면 한 박자 쉬고 튕긴다. 옐로가 스크랏 쵸를 할 때마다 눈이 흰자가 되고 허리가 굽는다...
4-3 〈응원단〉
터치
북을 두드린다. 상대편이 먼저 북을 두드리면 그 리듬의 패턴과 동일하게 두드린다. 마지막부근에 빠른속도를 주의해야한다.
4-4 〈두근두근 실험실〉
슬라이드와 튕기기, 그리고 터치
음악에 맞추어 하트를 만드는 실험을 한다. 선배가 주는 통을 터치하여 선배와 같은 하트 개수대로 슬라이드를 해야한다. 그리고 튕기기를 해 옆에 있는 다람쥐에게 준다.
4-5 〈리믹스 4〉
스테이지 4에 등장했던 게임이 등장한다. 주제는 사랑. 사실상 빠르기를 강조하는 리믹스 8보다 빠른 수준이지만 체감상 그렇게 못 느낀다.

### 스테이지 5
5-1 〈수중 발레〉
터치하면 잠수하며, 떼면 물 밖으로 나온다. 튕기면 돌고래를 타고 점프한다. 동료의 리듬에 잘 맞추어 플레이한다.
5-2 〈미니 라이브〉
유령들이 라이브 콘서트를 한다. 튕기고 붙잡는 동작으로 기타를 연주하는데, 동료의 리듬과 같은 리듬으로 연주한다. 같은 패턴을 8번 연주하게 되는데, 각 패턴마다 연주해야 하는 속도가 다르다.(처음과 마지막은 고정되어 있다)
5-3 〈견공 닌자〉
리듬에 맞추어 날아오는 야채 등을 자른다.
5-4 〈개굴개굴 댄스〉
개구리들이 펼치는 무대이다. 앞에 위치한 여성 리더가 하는 동작을 잘 보거나 소리를 듣고 따라한다.
5-5 〈리믹스 5〉
스테이지 5에 등장했던 게임이 등장한다. 주제는 공연.

### 스테이지 6
6-1 〈스페이스 사커〉
우주에서 축구공으로 리프팅을 한다. 튕기면 발로 강하게 리프팅한다.
6-2 〈그림자스텝〉
박자에 맞추어 터치한다. 구호에 맞춰 정박과 엇박을 바꾼다.
6-3 〈로커〉
로커 선생님과 함께 기타를 연주한다. 튕기면 연주하며, 다시 터치하면 뮤트한다. 합격 이상으로 깨면 메달 모음집에서 기타 베이직 레슨을 받을 수 있다.
6-4 〈격투가〉
리듬에 맞추어 날아오는 물건을 주먹으로 부순다. 전구가 나온 다음에 나오는 나무통은 터치하여 부수면 폭탄이 나오는데, 튕기면 킥을 하여 날려 보낸다. (이 녀석은 리듬세상 시리즈에 빠짐 없이 나온다.)
6-5 〈리믹스 6〉
스테이지 6에 등장하였던 게임이 등장한다. 주제는 우주.

### 스테이지 7
7-1 〈부품 조립 2〉
'도 레 미 파 솔'의 '솔'에서 튕기는 것은 부품 조립과 같지만, 그 후에 빠른 속도로 '도레미파솔' 소리가 들린다. 부품도 빠르게 온다.
7-2 〈샤랄라 6공주 2〉
상자 밑에 꽃이 있고 별 대신 양이 나온다. 전작"리듬 천국"의 "나이트 워크"에 나오는 "플레이얀 군"이라는 캐릭터도 나온다.
7-3 〈개굴개굴 댄스 2〉
개굴개굴 합창단이 모자를 쓰고 춤을 춘다. 보컬이 색소폰을 분다.
7-4 〈팬클럽 2〉
무대가 바뀌고 스타가 된 아이돌이 노래를 부르는데 박수를 친다. 새로운 패턴이 나오고 게임 시간이 실제 아이돌이 노래를 불렀던 시간이랑 똑같다. 여기 나오는 원숭이는 전작"리듬 천국"의"쇼 타임"에 나오는 망치로 스프링을 쳐서 펭귄들에게 공을 던져 주었던 원숭이이다.
7-5 〈리믹스 7〉
시원한 구름과 함께 다른 것도 나오는 "미니 라이브"의 처음 곡의 원곡을 들으며 리믹스를 즐길 수 있다. 기존 게임과 DJ스쿨, 미니 라이브가 나온다.

### 스테이지 8
8-1 {리듬 랠리 2}
기존의 리듬 랠리보다 플레이 시간이 길며, 시점이 계속 바뀌기 때문에 헷갈리고 ,속도도 빠르며, 연속으로 빠른 비트가 나오기도 한다.
8-2 {로봇 공장 2}
기존의 로봇 공장보다 플레이 시간이 길며, 배경 음악의 방해가 더욱 어려워졌고, 반박자 로봇이 나온다. 정전이 되어 불이 꺼져서 멜로디와 로봇의 눈만 보면서 해야 할 때도 있다.
8-3 {블루버드 특공대 2}
기존보다 시간이 길며, 터치 비트와 튕기는 비트가 겹쳐 연속 비트를 이루기도 한다. 혹독한 블루버드 특공대의 겨울 훈련 이야기를 들려준다.
8-4 {그림자 스텝 2}
박자가 약간 느려지고 엇박자의 리듬이 바뀌었다. 색이 바뀌었고 그림의 아저씨도 머리에 별이 박혀있다.
8-5 {리믹스 8}
리믹스 8의 대표적인 게임은 리듬 랠리 2이며, 견공닌자, 응원단, 카메라맨, 수행자, 블루버드 특공대, 그림자 스텝이 섞였다. 주제는 번개로, 리듬세상 게임 중에 가장 빠르다고 느낄 만한 스테이지이다.

### 스테이지 9
9-1 {모아이송 2}
기존의 모아이송보다 리듬이 어려워졌고, 모아이들은 밤까지 계속 수다를 떤다. 꽤나 난이도가 높다.
9-2 {격투가 2}
노래가 길어졌으며 엇박이 자잘해졌다.
9-3 {코러스맨 2}
코러스맨의 노래가 더욱 복잡해졌으며, 플레이 시간이 길고, 화면이 어둡다.
9-4 {스페이스 사커 2}
플레이 시간이 길어졌으며, 공의 비트 맞추기도 조금 어려워졌다.
9-5 {리믹스 9}
경쾌한 박자의 리믹스 9. 주제는 스페이스 사커. 기존 게임과 쿵쿵 농장, 슈팅, 수중 발레, 부품조립이 나오며 스페이스 사커에 리듬을 익히면 리프팅맨도 그나마 나오지 않는다.

### 스테이지 10
10-1 {슈팅 2}
기존의 슈팅보다 길어졌으며, 초반부터 빠른 비트로 시작한다. 중간부터는 아주 어려워진다.
10-2 {수중 발레 2}
수중 발레 1은 돌고래지만, 수중 발레 2는 물개다.
10-3 {수행자 2}
기존의 수행자보다 길어졌으며, 음악도 경쾌해졌다.
10-4 {로커 2}
기존의 로커에 덧대어 음 올리기(R버튼,왼손잡이는 L버튼)가 생겼다. 합격 이상으로 깨면 메달 모음집에서 기타 테크니컬 레슨을 받을 수 있다.
10-5 {리믹스 10}
리듬세상의 모든 게임이 나온다. 한 게임당 5~10초, 24+1=25개의 게임이 나온다.(엔딩스테이지 포함)

### 엔딩 게임
에어 보더
준비 기합을 넣으면 박자에 맞춰 터치하고, 그 앞에 점프대가 있으면 터널을 지날 때 터치를 유지하다 튕기면 된다. 카메라의 위치가 노래에 따라 수시로 바뀐다.
라이브 콘테스트
메달 모음집에서 기타 레슨을 A랭크 이상 받으면 참가가 가능하며, 베이직 레슨을 모두 A 이상으로 받을 경우 베이직으로 참가가 가능하고 테크니컬 레슨을 모두 A 이상으로 받을 경우 테크니컬로 참가가 가능하다. 나오는 음악은 베이직 레슨과 테크니컬 레슨에 나오는 모든 음악으로 로커와 같은 방식으로 다른 참가자와의 순위가 있는 작은 콘서트를 한다...

## 나오는 노래(보이스)
이게 바로 사랑일까팬클럽 1편과 2편에서 나오는 노래이다.
사랑의 Go Go 파라다이스샤랄라 6공주 1편과 2편에서 나오는 노래이다.
젊은 날의 로큰롤개굴개굴 댄스에 나오는 노래이다.
내리는 비를 맞으며격투가 1편과 2편에서 나오는 노래이다.
That's paradise에어 보더에 나오는 노래이다.

## 평가
| 평가 |        |
| --- | ------ |
| 통합 점수 통합사 점수 메타크리틱 83/100 [ 7 ] 평론 점수 평론사 점수 디스트럭토이드 9/10 [ 8 ] [ 9 ] 유로게이머 8/10 [ 10 ] [ 11 ] 패미츠 34/40 [ 12 ] 게임 인포머 7.5/10 [ 13 ] 게임 레볼루션 B [ 14 ] 게임프로 [ 15 ] 게임스팟 7.5/10 [ 16 ] 게임스파이 [ 17 ] 게임트레일러스 8.7/10 [ 18 ] 자이언트 밤 [ 19 ] IGN 9/10 [ 20 ] 닌텐도 파워 9/10 [ 21 ] The Daily Telegraph 8/10 [ 22 ] Wired [ 23 ] |        |
| 통합 점수 |        |
| 통합사 | 점수   |
| 메타크리틱 | 83/100 |
| 평론 점수 |        |
| 평론사 | 점수   |
| 디스트럭토이드 | 9/10   |
| 유로게이머 | 8/10   |
| 패미츠 | 34/40  |
| 게임 인포머 | 7.5/10 |
| 게임 레볼루션 | B      |
| 게임프로 | [ 15 ] |
| 게임스팟 | 7.5/10 |
| 게임스파이 | [ 17 ] |
| 게임트레일러스 | 8.7/10 |
| 자이언트 밤 | [ 19 ] |
| IGN | 9/10   |
| 닌텐도 파워 | 9/10   |
| The Daily Telegraph | 8/10   |
| Wired | [ 23 ] |

## 참조
1. ↑  일본판 제목 《리듬 천국 골드》(일본어: リズム天国ゴールド), 북미판 제목《리듬 헤븐》(영어: Rhythm Heaven)